# Gózd Lipiński
Gózd Lipiński is een plaats in het Poolse district  Biłgorajski, woiwodschap Lublin. De plaats maakt deel uit van de gemeente Biszcza en telt 727 inwoners.